# Loxosceles
Loxosceles là một chi nhện trong họ vioolspinnen.

## Các loài
- Loxosceles accepta Chamberlin, 1920
- Loxosceles adelaida Gertsch, 1967
- Loxosceles alamosa Gertsch & Ennik, 1983
- Loxosceles alicea Gertsch, 1967
- Loxosceles amazonica Gertsch, 1967
- Loxosceles anomala (Mello-Leitão, 1917)
- Loxosceles apachea Gertsch & Ennik, 1983
- Loxosceles aphrasta Wang, 1994
- Loxosceles aranea Gertsch, 1973
- Loxosceles arizonica Gertsch & Mulaik, 1940
- Loxosceles aurea Gertsch, 1973
- Loxosceles baja Gertsch & Ennik, 1983
- Loxosceles barbara Gertsch & Ennik, 1983
- Loxosceles belli Gertsch, 1973
- Loxosceles bettyae Gertsch, 1967
- Loxosceles blancasi Gertsch, 1967
- Loxosceles blanda Gertsch & Ennik, 1983
- Loxosceles boneti Gertsch, 1958
- Loxosceles candela Gertsch & Ennik, 1983
- Loxosceles caribbaea Gertsch, 1958
- Loxosceles carmena Gertsch & Ennik, 1983
- Loxosceles chinateca Gertsch & Ennik, 1983
- Loxosceles colima Gertsch, 1958
- Loxosceles conococha Gertsch, 1967
- Loxosceles coquimbo Gertsch, 1967
- Loxosceles coyote Gertsch & Ennik, 1983
- Loxosceles cubana Gertsch, 1958
- Loxosceles deserta Gertsch, 1973
- Loxosceles devia Gertsch & Mulaik, 1940
- Loxosceles fontainei Millot, 1941
- Loxosceles foutadjalloni Millot, 1941
- Loxosceles francisca Gertsch & Ennik, 1983
- Loxosceles frizzelli Gertsch, 1967
- Loxosceles gaucho Gertsch, 1967
- Loxosceles gloria Gertsch, 1967
- Loxosceles guatemala Gertsch, 1973
- Loxosceles harrietae Gertsch, 1967
- Loxosceles herreri Gertsch, 1967
- Loxosceles hirsuta Mello-Leitão, 1931
- Loxosceles huasteca Gertsch & Ennik, 1983
- Loxosceles immodesta (Mello-Leitão, 1917)
- Loxosceles inca Gertsch, 1967
- Loxosceles insula Gertsch & Ennik, 1983
- Loxosceles intermedia Mello-Leitão, 1934
- Loxosceles jaca Gertsch & Ennik, 1983
- Loxosceles jamaica Gertsch & Ennik, 1983
- Loxosceles jarmila Gertsch & Ennik, 1983
- Loxosceles julia Gertsch, 1967
- Loxosceles kaiba Gertsch & Ennik, 1983
- Loxosceles lacroixi Millot, 1941
- Loxosceles lacta Wang, 1994
- Loxosceles laeta (Nicolet, 1849)
- Loxosceles lawrencei Caporiacco, 1955
- Loxosceles lutea Keyserling, 1877
- Loxosceles luteola Gertsch, 1973
- Loxosceles manuela Gertsch & Ennik, 1983
- Loxosceles martha Gertsch & Ennik, 1983
- Loxosceles meruensis Tullgren, 1910
- Loxosceles misteca Gertsch, 1958
- Loxosceles mrazig Ribera & Planas, 2009
- Loxosceles mulege Gertsch & Ennik, 1983
- Loxosceles nahuana Gertsch, 1958
- Loxosceles neuvillei Simon, 1909
- Loxosceles olmea Gertsch, 1967
- Loxosceles pallidecolorata (Strand, 1906)
- Loxosceles palma Gertsch & Ennik, 1983
- Loxosceles panama Gertsch, 1958
- Loxosceles parrami Newlands, 1981
- Loxosceles piura Gertsch, 1967
- Loxosceles pucara Gertsch, 1967
- Loxosceles puortoi Martins, Knysak & Bertani, 2002
- Loxosceles reclusa Gertsch & Mulaik, 1940
- Loxosceles rica Gertsch & Ennik, 1983
- Loxosceles rosana Gertsch, 1967
- Loxosceles rothi Gertsch & Ennik, 1983
- Loxosceles rufescens (Dufour, 1820)
- Loxosceles rufipes (Lucas, 1834)
- Loxosceles russelli Gertsch & Ennik, 1983
- Loxosceles sabina Gertsch & Ennik, 1983
- Loxosceles seri Gertsch & Ennik, 1983
- Loxosceles similis Moenkhaus, 1898
- Loxosceles smithi Simon, 1897
- Loxosceles sonora Gertsch & Ennik, 1983
- Loxosceles spadicea Simon, 1907
- Loxosceles speluncarum Simon, 1893
- Loxosceles spinulosa Purcell, 1904
- Loxosceles surca Gertsch, 1967
- Loxosceles taeniopalpis Simon, 1907
- Loxosceles taino Gertsch & Ennik, 1983
- Loxosceles tehuana Gertsch, 1958
- Loxosceles tenango Gertsch, 1973
- Loxosceles teresa Gertsch & Ennik, 1983
- Loxosceles tlacolula Gertsch & Ennik, 1983
- Loxosceles valdosa Gertsch, 1973
- Loxosceles valida Lawrence, 1964
- Loxosceles variegata Simon, 1897
- Loxosceles virgo Gertsch & Ennik, 1983
- Loxosceles vonwredei Newlands, 1980
- Loxosceles weyrauchi Gertsch, 1967
- Loxosceles yucatana Chamberlin & Ivie, 1938
- Loxosceles zapoteca Gertsch, 1958